# Mispila curvifascia
Mispila curvifascia là một loài bọ cánh cứng trong họ Cerambycidae.